# Satchelliella marinkovici
Satchelliella marinkovici är en tvåvingeart som först beskrevs av Krek 1967.  Satchelliella marinkovici ingår i släktet Satchelliella och familjen fjärilsmyggor. Inga underarter finns listade i Catalogue of Life.